# Шейх Абд ель-Курна

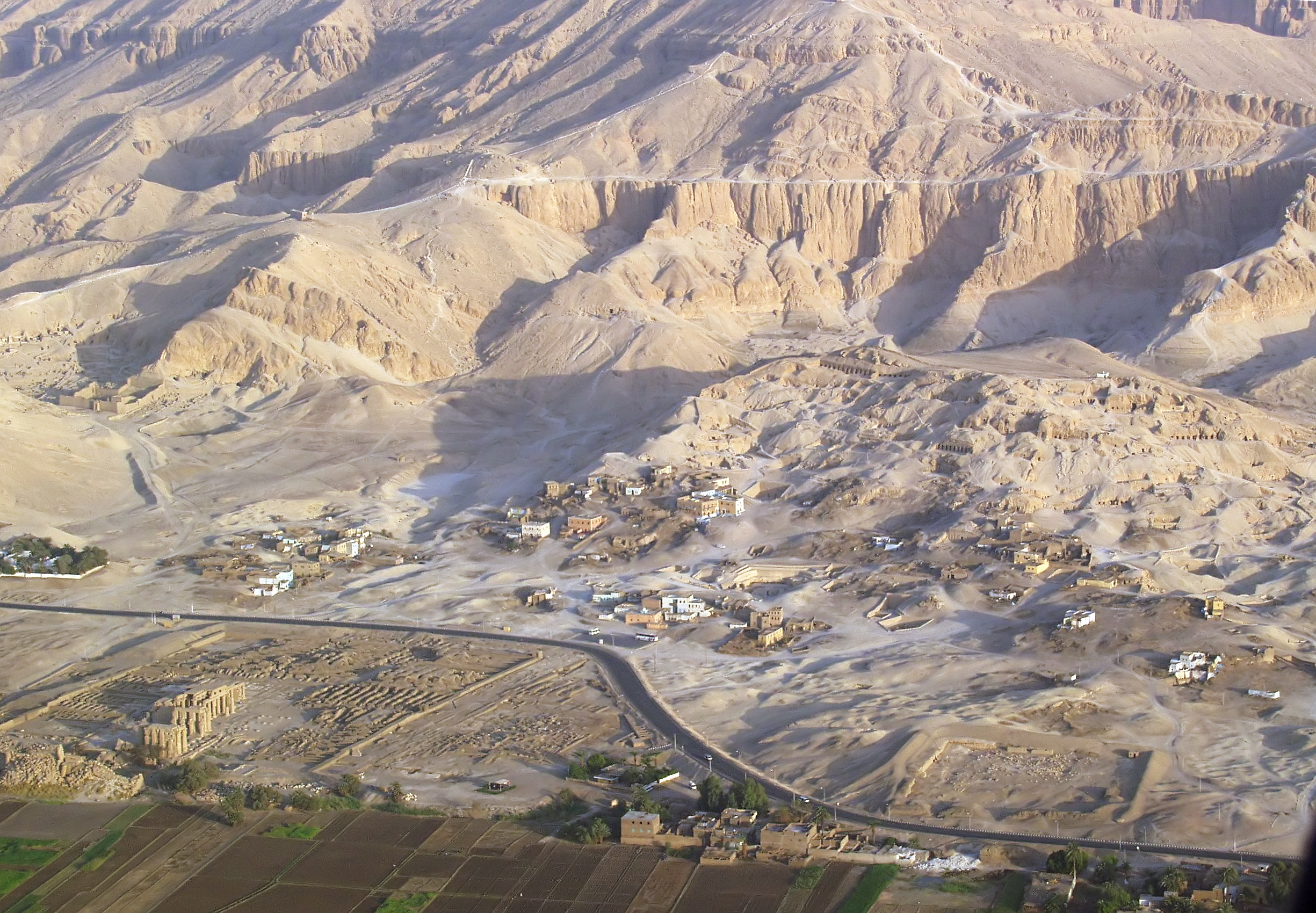
Шейх Абд ель-Курна

Шейх Абд ель-Курна (Долина знаті) — некрополь, розташований на височині на західному березі Нілу в Фівах, на південь від некрополя Аль-Хоха і на захід від поминальних храмів Тутмоса III і Аменхотепа II.
Названий на честь похованого тут місцевого мусульманського святого. Це найвідвідуваніше кладовище серед фіванських некрополів з найбільшою концентрацією особистих гробниць. Всі поховання згруповані в трьох районах, два з яких оточені невисокими стінами. Тут поховані багато високопоставлених чиновників Тутмоса III і Аменхотепа II, у тому числі всі візири цього періоду.
Найцікавіші пам'ятники некрополя: прикрашена розписами гробниця архітектора Інені, гробниця Сененмут, який побудував поминальний храм Хатшепсут, доглядача садів Амона Сеннефера, гробниці вельмож Херуефа і Ра-Космос

## Гробниці
- ТТ21 — Усер, Писар і придворний Тутмоса I.
- ТТ22 — Уах, пізніше тут же був похований Меріамун.
- ТТ23 — Чаї
- ТТ30 — Хонсмос, чиновник казначейства Амона в епоху Раммесидів
- ТТ31 — Хонсу
- ТТ38 — Джесеркарасенеб, Писар, що підраховує кількість зерна в зерносховищах підношень Амона.
- ТТ41 — Аменемопет, також Іпі, високий керуючий храму Амона
- ТТ42 — Аменмес, Капітан армії, Око Фараона в країні Ретену
- ТТ43 — Нефференпет, Наглядач за кухнею Фараона
- ТТ44 — Аменемхеб, «чистий» жрець Амона
- ТТ45 — Денхуті (Тот), помічник верховного жерця Амона Мері
- ТТ46 — Ра-мосе, Повелитель, правий голосом, писар царя справний, улюблений ним, носій опахала праворуч від царя, розпорядник коней владики обох царств, розпорядник обох житниць Верхнього і Нижнього Єгипту, керуючий господарством храму Атона, перший жрець Амона в … (місце не встановлено), жрець богині Маат